# Haunted House
Haunted House er et pinballspil udgivet i 1982 af Gottlieb.
Det anses for den bedste flipper spil med nogle fortalere[kilde mangler]. Men det er blevet kritiseret, fordi den mangler flere kugler og tal[kilde mangler]. Flipper spillet er en del af Gottlieb s "System 80"-serien af flippermaskiner.

## Beskrivelse
Haunted House, med sin industri første af tre playfields , anses for at være et ikonisk pinball spil. Selvom Bally Elektra har tre playfields og forud Haunted House, Elektras lavere spilleflade var selvstændig og bruger sin egen bundne bold til scoring. Den lavere spilleflade af Haunted House er tilgængelig når som helst i løbet af spillet, og den ene kugle kører mellem alle tre playfields. Hver playfield er tema til at være en del af et hjemsøgt hus, det overordnede niveau er den vigtigste gulvet, det lavere niveau er den kælder , og det øverste niveau er loftet.